# Typosyllis beneliahuae
Typosyllis beneliahuae är en ringmaskart som först beskrevs av Campoy och Alquézar 1982.  Typosyllis beneliahuae ingår i släktet Typosyllis och familjen Syllidae. Inga underarter finns listade i Catalogue of Life.